# Carib Territory

Mapa rezervace

Carib Territory nebo dříve Carib Reserve je indiánská rezervace na východním pobřeží ostrova Dominika. Leží na území farnosti Saint David Parish, má rozlohu 15 km² a žije v ní okolo tří tisíc obyvatel z kmene Karibů (sami se nazývají Kalinago). Samosprávné území tvoří osm vesnic, největší z nich je Salybia, kde sídlí volený náčelník a kmenová rada. Půda je společným majetkem všech příslušníků kmene.
V období evropské kolonizace vymřela na antilských ostrovech většina původních indiánských obyvatel. Pro zbytek z nich zřídila britská správa na nepřístupném skalnatém východním pobřeží Dominiky v roce 1763 rezervaci o rozloze 0,94 km². V roce 1903 rozhodl guvernér Henry Hesketh Bell o jejím rozšíření a uznal svrchovanost domorodého náčelníka. V roce 1930 území násilně obsadili britští policisté v rámci pátrání po pašerácích, samospráva byla obnovena roku 1952. V roce 1978, kdy získala Dominika nezávislost, byl přijat Carib Reserve Act, který oficiálně vymezil pravomoci domorodých orgánů. V roce 1996 byla k rezervaci připojena další území.
Oblast je hornatá a neúrodná, bez přirozeného přístavu, elektřina se začala zavádět až v osmdesátých letech 20. století. Nejrozšířenější plodinou je maniok jedlý. Obyvatelé žijí převážně z turistického ruchu (atrakcí je skanzen původního způsobu života Kalinago Barana Auté) a prodeje rukodělných výrobků.